# Denkmäler der Volksrepublik China (Xinjiang)
Die folgende Tabelle bietet eine Übersicht zu sämtlichen Denkmälern in dem Uigurischen Autonomen Gebiet Xinjiang (Abk. Xin), die auf der Denkmalliste der Volksrepublik China stehen:
| (chin.) Name                                                                                  | Beschluss | Kreis/Ort                                                         | Artikel | Bild |
| --------------------------------------------------------------------------------------------- | --------- | ----------------------------------------------------------------- | --- | ---- |
| Kezi'er Qianfodong 克孜尔千佛洞                                                               | 1-41      | Kreis Bay 拜城县                                                  | Tausend-Buddha-Höhlen von Kizil                                                                                  |      |
| Kumutula Qianfodong 库木吐喇千佛洞                                                            | 1-42      | Kreis Kuqa 库车县                                                 | Tausend-Buddha-Höhlen von Kumtura                                                                                |      |
| Gaochang gucheng 高昌故城                                                                     | 1-154     | Stadtbezirk Gaochang 高昌区                                       | Kocho (Gaochang)                                                                                                 |      |
| Ya'erhu gucheng 雅尔湖故城 (Jiaohe gucheng 交河故城)                                          | 1-155     | Stadtbezirk Gaochang 高昌区                                       | Jiaohe (Ruinenstadt) (Yarkhoto)                                                                                  |      |
| Bozikelike Qianfodong 柏孜克里克千佛洞                                                        | 2-14      | Stadtbezirk Gaochang 高昌区                                       | Tausend-Buddha-Höhlen von Bäzäklik                                                                               |      |
| Sugong ta 苏公塔                                                                              | 3-159     | Stadtbezirk Gaochang 高昌区                                       | Sugong-Pagode (Emin-Minarett)                                                                                    |      |
| Loulan gucheng yizhi 楼兰故城遗址                                                             | 3-211     | Kreis Qakilik 若羌县                                              | Loulan |      |
| Beiting gucheng yizhi 北庭故城遗址                                                            | 3-217     | Kreis Jimsar 吉木萨尔县                                           | Stätte der alten Stadt Beiting (Beshbaliq)                                                                       |      |
| Asitana gumuqun 阿斯塔那古墓群                                                                | 3-241     | Stadtbezirk Gaochang 高昌区                                       | Astana-Gräber |      |
| Abahejia mazha 阿巴和加麻札(墓)                                                               | 3-258     | Stadt Kaschgar 喀什市                                             | Abahejia-Mausoleum (Abak-Khoja-Mausoleum)                                                                        |      |
| Niya yizhi 尼雅遗址                                                                           | 4-41      | Kreis Niya 民丰县                                                 | Niya (Ruinenstadt)                                                                                               |      |
| Subashi Fosi yizhi 苏巴什佛寺遗址                                                             | 4-45      | Kreis Kuqa 库车县                                                 | Subashi |      |
| Yili jiangjun fu 伊犁将军府                                                                   | 4-188     | Kreis Huocheng 霍城县                                             | Kommandantur des Ili-Generals                                                                                    |      |
| Senmusaimu Qianfodong 森木塞姆千佛洞                                                          | 4-189     | Kreis Kuqa 库车县                                                 | Tausend-Buddha-Höhlen von Senmusaimu (Simsim)                                                                    |      |
| Nulasai tongkuang yizhi 奴拉赛铜矿遗址                                                        | 5-129     | Kreis Nilka 尼勒克县                                              | Nulasai-Kupfermine in Nilka                                                                                      |      |
| Yuansha gucheng 圆沙古城                                                                      | 5-130     | Kreis Keriya 于田县                                               | Yuansha (Ruinenstadt) (Dschumbulak Kum)                                                                          |      |
| Kezi'ergaha fengsui 克孜尔尕哈烽燧                                                            | 5-131     | Kreis Kuqa 库车县                                                 | Alarmfeuerturm von Kizilgaha                                                                                     |      |
| Kongque He fengsui qun 孔雀河烽燧群                                                           | 5-132     | Kreis Lopnur 尉犁县                                               | Alarmfeuertürme am Konche-darja                                                                                  |      |
| Luobubo nan gucheng yizhi 罗布泊南古城遗址                                                    | 5-133     | Kreis Qakilik 若羌县                                              | Ruinenstadt im Süden der Lop Nor                                                                                 |      |
| Mo'er si yizhi 莫尔寺遗址                                                                     | 5-134     | Kreis Shufu 疏附县                                                | Stätte des Mo'er-Klosters                                                                                        |      |
| Tuokuzisalai yizhi 托库孜萨来遗址                                                             | 5-135     | Stadt Tumxuk 图木舒克市                                           | Tang wangcheng 唐王城 (han- bis späte tang-zeitliche Stätte von Tokuzsara im Kreis Maralbexi (chin. Bachu xian)) |      |
| Milan yizhi 米兰遗址                                                                          | 5-136     | Kreis Qakilik 若羌县                                              | Miran |      |
| Andi'er gucheng yizhi 安迪尔古城遗址                                                          | 5-137     | Kreis Niya 民丰县                                                 | Andi’er (Ruinenstadt)                                                                                            |      |
| Shitou cheng yizhi 石头城遗址                                                                 | 5-138     | Tadschikischer Autonomer Kreis Taschkorgan 塔什库尔干塔吉克自治县 | Stätte der Steinernen Stadt (Taschkorgan)                                                                        |      |
| Qigexing Fosi yizhi 七个星佛寺遗址                                                            | 5-139     | Autonomer Kreis Yanqi der Hui 焉耆回族自治县                      | Stätte der buddhistischen Tempel in Shikshin                                                                     |      |
| Rewake Fosi yizhi 热瓦克佛寺遗址                                                              | 5-140     | Kreis Lop 洛浦县                                                  | Ruinen der buddhistischen Klosterstadt Rawak                                                                     |      |
| Baiyanggou Fosi yizhi 白杨沟佛寺遗址                                                          | 5-141     | Stadtbezirk Yizhou 伊州区                                         | Buddhistische Klosterruinen von Baiyanggou                                                                       |      |
| Dahe gucheng 大河古城                                                                         | 5-142     | Kasachischer Autonomer Kreis Barkol 巴里坤哈萨克自治县            | Stätte der alten befestigten Stadt Dahe (Tang-Dynastie)                                                          |      |
| Wulabo gucheng 乌拉泊古城                                                                     | 5-143     | Stadt Ürümqi 乌鲁木齐市                                           | Stätte der alten befestigten Stadt Wulabo (Tang-Dynastie)                                                        |      |
| Taizang ta yizhi 台藏塔遗址                                                                   | 5-144     | Stadtbezirk Gaochang 高昌区                                       | Taizang-Pagode                                                                                                   |      |
| Sanhaizi muzang ji lushi 三海子墓葬及鹿石                                                     | 5-188     | Kreis Qinggil 青河县                                              | Tumulus und Hirschsteine von Sanhaizi (bzw. Shiebar-kul)                                                         |      |
| Yanbulake gumuqun 焉不拉克古墓群                                                              | 5-189     | Stadtbezirk Yizhou 伊州区                                         | Yanbulaq-Gräber (Bronzezeit, frühe Eisenzeit)                                                                    |      |
| Chawuhu gumuqun 察吾乎古墓群                                                                  | 5-190     | Kreis Hejing 和静县                                               | Gräber von Chawuhu (Übergang zwischen Bronze- und Eisenzeit)                                                     |      |
| Qiemuer Qieke shiren ji shiguan muqun 切木尔切克石人及石棺墓群                                | 5-191     | Stadt Altay 阿勒泰市                                              | Steinfiguren und Steinsarg-Gräber von Qiemuer Qieke                                                              |      |
| Zhagunluke gumuqun 扎滚鲁克古墓群                                                             | 5-192     | Kreis Qarqan 且末县                                               | Zaghunluq-Gräber (Zagunluk)                                                                                      |      |
| Shanpula gumuqun 山普拉古墓群                                                                 | 5-193     | Kreis Lop 洛浦县                                                  | Friedhof von Shanpula                                                                                            |      |
| Tuhuluke•Tiemu'er han mazha 吐虎鲁克•铁木尔汗麻扎                                             | 5-194     | Kreis Huocheng 霍城县                                             | Tughluq-Timur-Mausoleum (Mausoleum des Tschagatai-Khans Tughluq Timur (Tuhuluk Temur, gest. 1363))               |      |
| Zhaosu Shengyou miao 昭苏圣佑庙                                                               | 5-439     | Kreis Mongolküre 昭苏县                                           | Shengyou-Tempel von Mongolküre bzw. "Shengyou-Tempel von Zhaosu" (mongolisches Lamakloster)                      |      |
| Aitiga'er qingzhensi 艾提尕尔清真寺                                                           | 5-440     | Stadt Kaschgar 喀什市                                             | Idkah-Moschee |      |
| Kezi'ergaha shiku 克孜尔尕哈石窟                                                              | 5-472     | Kreis Kuqa 库车县                                                 | Kizilgaha-Grotten                                                                                                |      |
| Pingding Zhunga'er Leming bei 平定准噶尔勒铭碑                                                | 5-473     | Kreis Mongolküre (Zhaosu) 昭苏县                                  | Gedenktafel an die Bezwingung des Khanats der Dsungaren (errichtet 1761)                                         |      |
| Dandanwulike yizhi 丹丹乌里克遗址                                                             | 6-218     | Kreis Qira 策勒县                                                 | Stätte von Dandan Uilik                                                                                          |      |
| Mazhatage shubao zhi 麻扎塔格戍堡址                                                           | 6-219     | Kreis Karakax 墨玉县                                              | Stätte der Mazhatage-Festung                                                                                     |      |
| Tonggusibaxi chengzhi 通古斯巴西城址                                                          | 6-220     | Kreis Toksu 新和县                                                | Stätte der Stadt Tonggusibashi (Tang-Dynastie)                                                                   |      |
| Loulan muqun 楼兰墓群                                                                         | 6-289     | Kreis Qakilik 若羌县                                              | Loulan-Gräber |      |
| Wubao muqun 五堡墓群                                                                          | 6-290     | Stadtbezirk Yizhou 伊州区                                         | Wubao-Gräber (Bronzezeit)                                                                                        |      |
| Yanghai muqun 洋海墓群                                                                        | 6-291     | Kreis Piqan 鄯善县                                                | Yanghai-Gräber (Bronzezeit bis Tang-Dynastie)                                                                    |      |
| Arixiate shiren mu 阿日夏特石人墓                                                             | 6-292     | Kreis Arixang 温泉县                                              | Arixate-Steinmenschen-Gräber (Tujue-Gräber aus der Zeit der Sui- und Tang-Dynastie)                              |      |
| Mahemude•Kashigali mu 麻赫穆德•喀什噶里墓                                                     | 6-293     | Kreis Shufu 疏附县                                                | Grab von Mahmud al-Kaschgari                                                                                     |      |
| Sutan•Waisi han mazha 速檀•歪思汗麻扎                                                         | 6-294     | Kreis Gulja 伊宁县                                                | Sultan-Vais-Khan-Mausoleum                                                                                       |      |
| Yerqiang hanguo wangling 叶尔羌汗国王陵                                                       | 6-295     | Kreis Yarkant 莎车县                                              | Gräber der Herrscher des Yarkant-Khanats                                                                         |      |
| Aibifu•Aijiemu mazha 艾比甫•艾洁木麻扎                                                        | 6-296     | Stadt Artux 阿图什市                                              | Aibifu-Aijiemu-Mausoleum (Qing-Dynastie)                                                                         |      |
| Hami Hui wangmu 哈密回王墓                                                                    | 6-297     | Stadtbezirk Yizhou 伊州区                                         | Gräber der muslimischen Herrscher von Hami                                                                       |      |
| Jingyuan si 靖远寺                                                                            | 6-809     | Xibenischer Autonomer Kreis Qapqal 察布查尔锡伯自治县             | Jingyuan-Tempel                                                                                                  |      |
| Tuyugou shiku 吐峪沟石窟                                                                      | 6-873     | Kreis Piqan 鄯善县                                                | Höhlentempel von Toyuq (Toyok)                                                                                   |      |
| Kan'erjing dixia shuili gongcheng 坎尔井地下水利工程                                          | 6-1077    | Stadtbezirk Gaochang 高昌区                                       | Unterirdische Bewässerungskanäle von Turfan (Qanatsystem bzw. Karez)                                             |      |
| Tacheng honglou 塔城红楼                                                                      | 6-1078    | Stadt Tacheng 塔城市                                              | Rotes Gebäude von Tacheng                                                                                        |      |
| Sanqu geming zhengfu zhengzhi wenhua huodong zhongxin jiuzhi 三区革命政府政治文化活动中心旧址 | 6-1079    | Stadt Gulja 伊宁市                                                | Ehemaliges Zentrum der politischen und kulturellen Aktivitäten der Regierung der Drei-Bezirke-Revolution         |      |